# Kirk Baptiste
Kirk Renaud Baptiste (* 20. Juni 1962 in Beaumont, Texas; † 24. März 2022 in Houston) war ein US-amerikanischer Leichtathlet und Olympiateilnehmer.
Baptiste gewann die NCAA-Meisterschaften 1984 und 1985 über 200 Meter sowie die Goldmedaille bei den Hallenweltmeisterschaften 1987 in Indianapolis sowie die Silbermedaille beim IAAF Grand Prix 1985 in Rom. Einen Weltrekord über 300 Meter lief er am 18. August 1984 in London, welcher erst 1990 durch Danny Everett gebrochen wurde.
Bei den XXIII. Olympischen Spielen 1984 in Los Angeles gewann er im 200-Meter-Lauf die Silbermedaille zwischen den beiden anderen US-Amerikanern Carl Lewis (Gold) und Thomas Jefferson (Bronze).
Nach seiner Karriere konsumierte Baptiste Drogen und wurde in den 1990er Jahren positiv auf das HIV getestet. Später wurde er in einem Behandlungszentrum in Houston betreut. Er starb am 24. März 2022 im Alter von 59 Jahren.